# Jennifer Braun
Jennifer Braun (n. 27 aprilie 1991) este o cântăreață din Germania. Ea a obținut locul al doilea la concursul Unser Star für Oslo (Steaua noastră pentru Oslo), un program de televiziune creat pentru a selecta intrarea Germaniei la Concursul Muzical Eurovision 2010 din Oslo. Primul ei single de succes a fost „I Care for You”.

## Biografie

### Copilăria și studiile
Jennifer Braun s-a născut pe 28 aprilie 1991 în Rüdesheim am Rhein, Hessa și locuiește în Eltville am Rhein, Germania. Tatăl ei lucrează în lichidarea activelor industriale, iar mama ei este agent de vânzări.

### 2010: Unser Star für Oslo
În 2010 Braun a decis să participe la concursul de talente Unser Star für Oslo (Steaua noastră pentru Oslo), un program de televiziune nou creat pentru a selecta intrarea Germaniei la Concursul Muzical Eurovision 2010 din Oslo, Norvegia. Spectacolul a fost organizat de către operatorul public de radio ARD, postul privat de televiziune ProSieben, precum și de producătorul Stefan Raab. Dintre cei aproximativ 4.500 de participanți, Braun a fost aleasă printre cei 20 de concurenți ai emisiunii. 

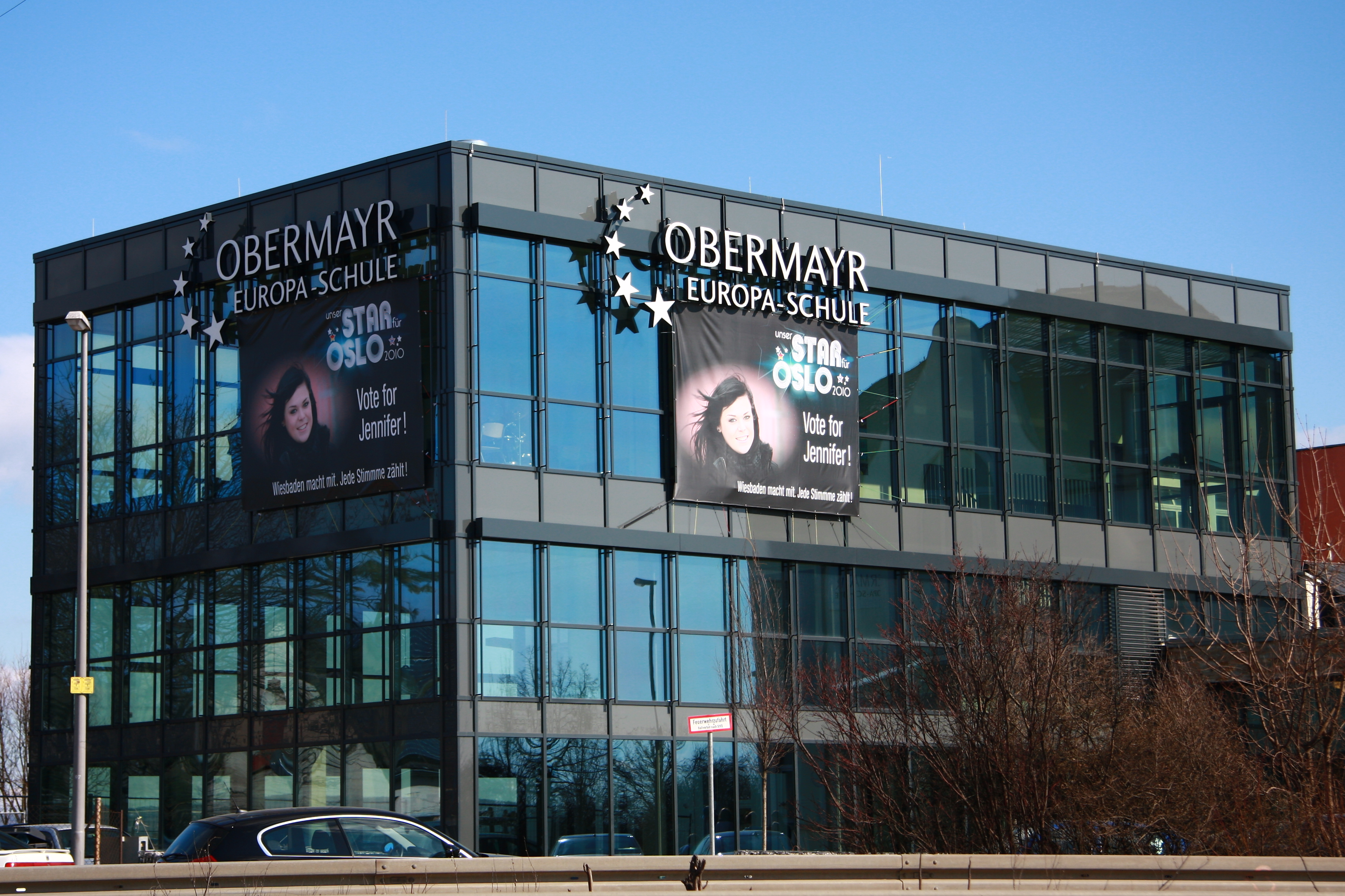
Afișul concursului pe școala lui Braun din Wiesbaden

| Emisiune                          | Cântec                             | Cântăreț original                                           |
| --------------------------------- | ---------------------------------- | ----------------------------------------------------------- |
| Al doilea show                    | „I'm Outta Love”                   | Anastacia                                                   |
| Al treilea show                   | „Like the Way I Do”                | Melissa Etheridge                                           |
| Al patrulea show                  | „I'm with You”                     | Avril Lavigne                                               |
| Al cincilea show                  | „Ain't Nobody”                     | Chaka Khan                                                  |
| Sfert de finală (al șaselea show) | „Soulmate” „Nobody's Wife”         | Natasha Bedingfield Anouk                                   |
| Semifinală (al șaptelea show)     | „Heavy Cross” „Hurt”               | Gossip Christina Aguilera                                   |
| Finală (al optulea show)          | „Bee” „Satellite” „I Care for You” | Braun / Lena Meyer-Landrut Braun / Lena Meyer-Landrut Braun |

Braun and Lena Meyer-Landrut au cântat versiuni diferite pentru „Bee” și „Satellite” în finală

## Discografie
| An   | Cântec           | Cea mai înaltă poziție | Cea mai înaltă poziție | Cea mai înaltă poziție |
| An   | Cântec           | Germania               | Austria                | Elveția                |
| ---- | ---------------- | ---------------------- | ---------------------- | ---------------------- |
| 2010 | „I Care for You” | 10                     | 68                     | –                      |
| 2010 | „Bee”            | 21                     | –                      | –                      |
| 2010 | „Satellite”      | 32                     | –                      | –                      |

„I Care for You”, „Bee” și „Satellite” s-au clasat simultan